# Bert De Backer
Bert De Backer (Eeklo, 2 aprile 1984) è un ex ciclista su strada belga, professionista dal 2009 al 2021. Specialista delle classiche, nel 2013 ha vinto il Grote Prijs Jef Scherens.

## Palmarès
- 2007 (Quick Step-Beveren 2000, una vittoria)

Grand Prix de la ville de Geluwe
- 2008 (Beveren 2000/Skil-Shimano, quattro vittorie)

Classifica generale Tweedaagse van de Gaverstreek
Zellik-Galmaarden
Gullegem Koerse
1ª tappa Tour de la Province de Namur
- 2013 (Team Argos-Shimano, una vittoria)

Grand Prix Jef Scherens

## Piazzamenti

### Grandi Giri
- Giro d'Italia

2013: 157º
2014: 133º
2015: 158º
2016: ritirato (14ª tappa)

### Classiche monumento
- Milano-Sanremo

2015: 149º
2016: 130º
- Giro delle Fiandre

2009: 89º
2011: 92º
2013: ritirato
2014: ritirato
2015: 92º
2016: 67º
2017: ritirato
2018: ritirato
2019: 70º
2020: ritirato
2021: 95º
- Parigi-Roubaix

2009: 86º
2011: 51º
2012: 83º
2013: 44º
2014: 11º
2015: 12º
2016: 17º
2017: 32º
2018: 21º
2019: 20º
2021: 38º

### Competizioni mondiali
- Campionati del mondo

Heusden-Zolder 2002 - In linea Juniors: 35º
Limburgo 2012 - Cronosquadre: 18º